# 瓦室镇
瓦室镇，是中华人民共和国四川省巴中市通江县下辖的一个乡镇级行政单位。

## 行政区划
瓦室镇下辖以下地区：
瓦室街道社区、长胜街道社区、塔子村、夏家村、昆仑村、中佛村、桂花村、雨花村、长春村、岗岭村、笔架村、九龙村、鹿鸣村、南垭村和啸口村。